# Afsana Pyaar Ka
Afsana Pyaar Ka – indyjskie romans z 1991 roku, wyreżyserowany przez Shahjahana. W roli głównej wystąpił Aamir Khan.

## Fabuła
Mahendra Behl opuszcza żonę Beenę, aby wzbogacić się poprzez ślub z umierającą kobietą. Po jej śmierci nie ma już szans na odtworzenie poprzedniej rodziny, ale wolno mu wychowywać syna, Raja. Po latach Raj (Aamir Khan) jako radosny i pełen energii student nie wie, że nowa rektor uniwersytetu jest jego matką. W całości pochłania go miłość do Nikity.

## Obsada
- Aamir Khan jako Raj
- Neelam jako Nikita
- Beena Banerjee jako Beena, matka Raja
- Kiran Kumar jako Mahendra Behl, ojciec Raja
- Saeed Jaffrey jako Anand Verma, wuj Nikity
- Deepak Tijori jako Depak
- Neeta Puri
- Rakesh Bedi jako Rakesh
- Amita Nangia jako Deepa
- Raju Shrestha jako Raju Shreshta
- Jaya Mathur
- Viju Khote jako Gurumurthy, profesor fizyki
- Mehmood Khan jako Mahmud Khan
- Farhad jako Farhat
- Merlyn jako Merlin